# Stanley Motor Carriage Company
Stanley Motor Carriage Company var ett amerikanskt företag som tillverkade ångbilar. Företaget var aktivt under åren 1902-1924 och bildades av tvillingbröderna Freelan Oscar Stanley och Francis Edgar Stanley. Alla bilmodeller företaget tillverkade kallades kollektivt för Stanley Steamers.

## Galleri

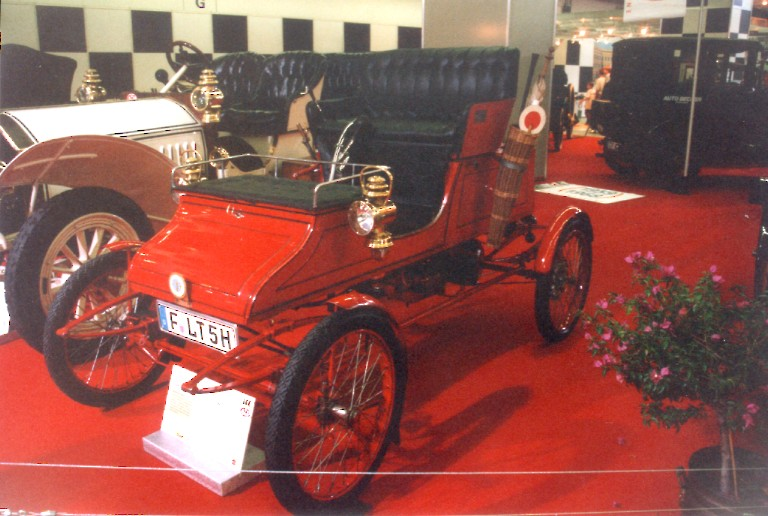
En Stanley från tidigt 1900-tal.
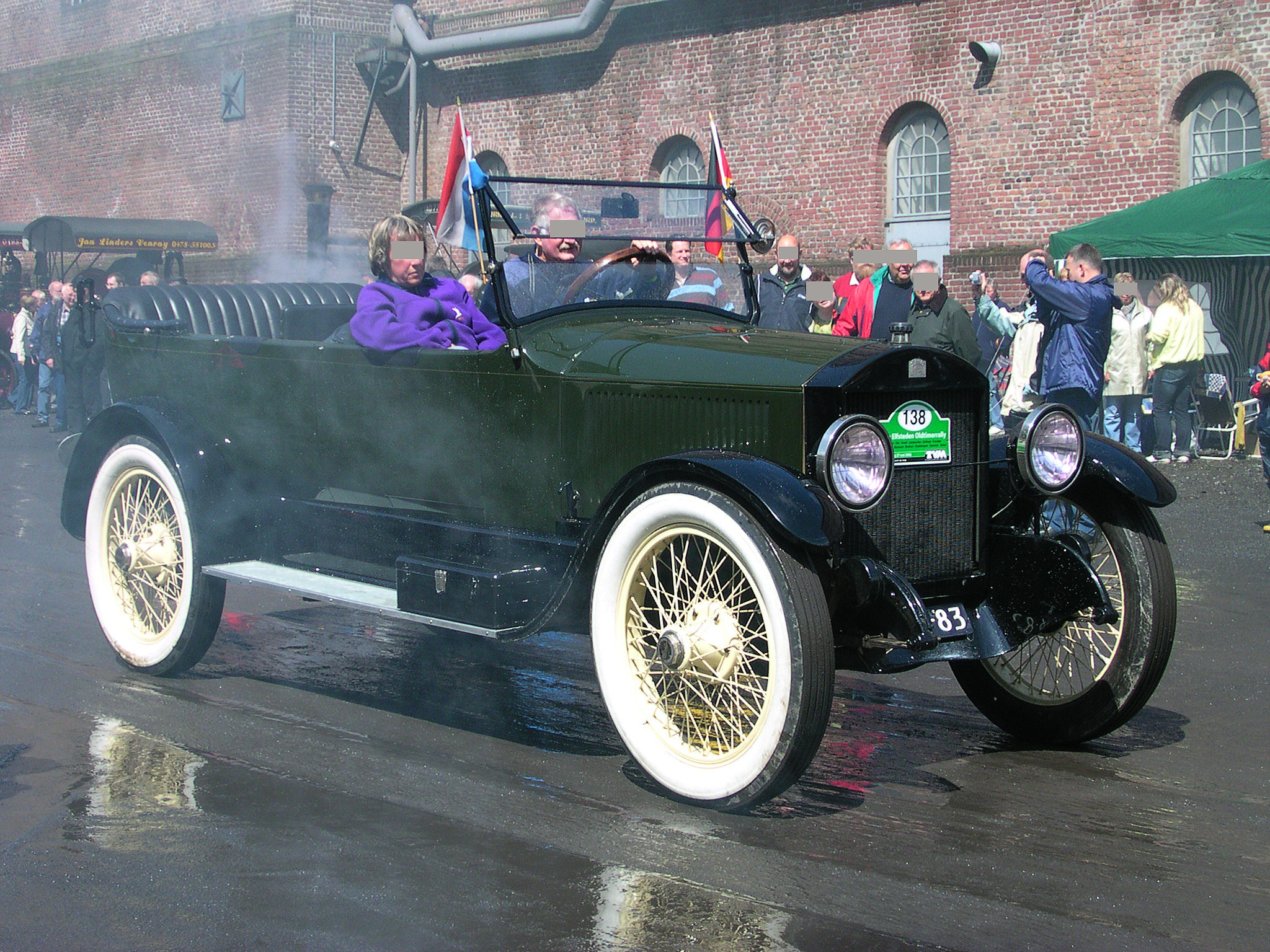
En Stanley av 1921 års modell.
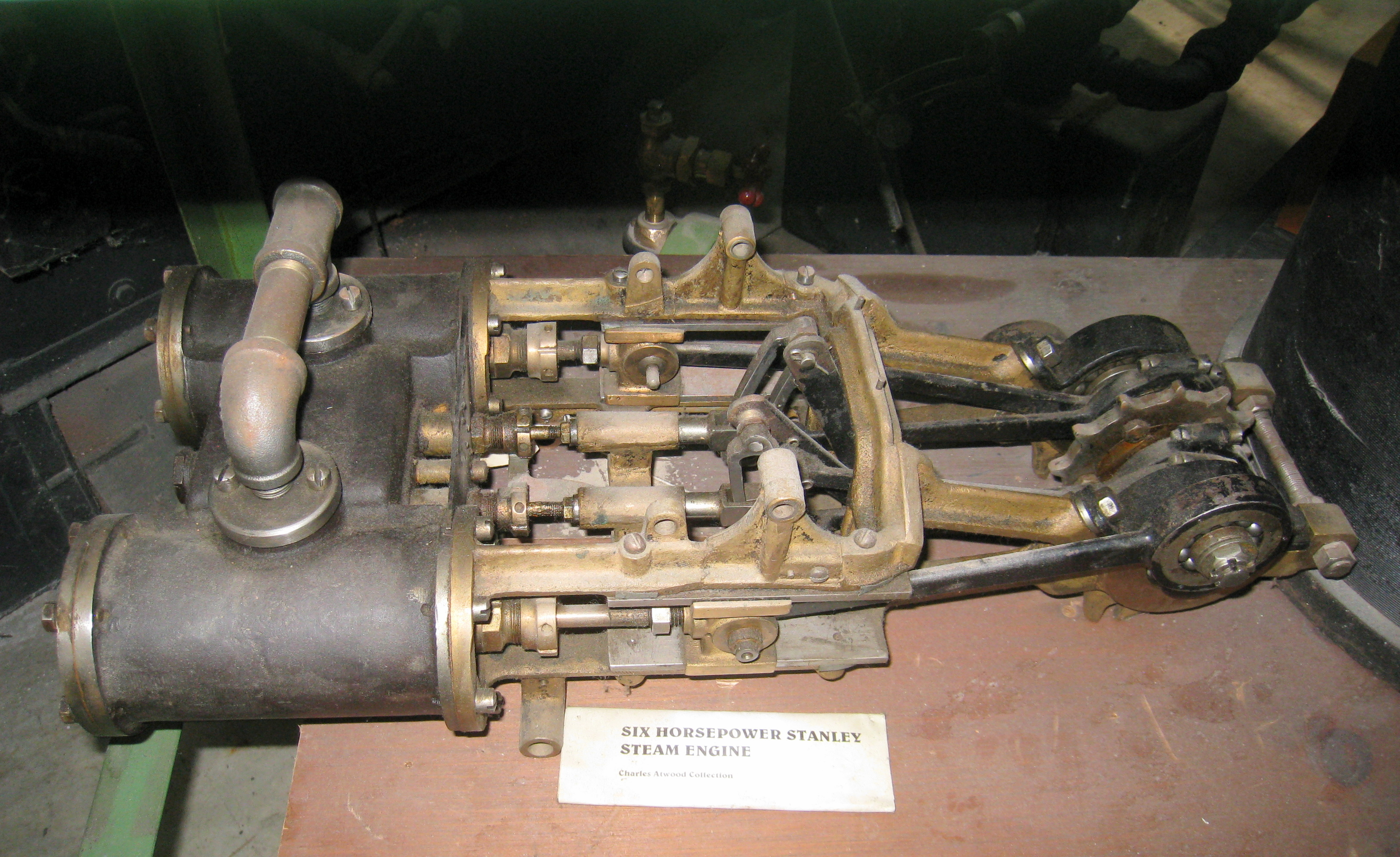
Stanleys ångmotor på 6 hästkrafter.